# دکتر مورک
دکتر مورک (لهستانی: Doctor Murek) یک فیلم درام لهستانی به کارگردانی یولیوش گاردان است که در سال ۱۹۳۹ منتشر شد.

## بازیگران
- فرانچیشک برادنیویچ
- نورا نی
- یژی دوشینسکی
- یادویگا آندژیفسکا
- اینا بنیتا
- لیدیا ویسوتسکا
- الکساندر زلوروویچ
- میه‌چیسواوا چویکلینسکا
- کاژیمیش یونوشا-استئوپوفسکی
- برونیسواو دارجینسکی
- یرژی کالیشفسکی
- استانیسواو شیه‌لاینسکی
- واندا یارشفسکا
- یانینا ویلچوونا
- ایرنا اسکویرچینسکا
- زجیسواف کارچفسکی
- زیگمونت خمیه‌لفسکی
- راموآلد گیراشینسکی
- هلنا زارمبینا
- ماریا ژابچینسکا